# Dżanub Dżudaja
Dżanub Dżudaja (arab. جنوب جديعة) – wieś w Syrii, w muhafazie Aleppo, w dystrykcie Manbidż. W 2004 roku liczyła 135 mieszkańców.